# Линия Зигфрида
Западный вал или Западная стена (нем. Westwall), среди противников Германии также известен как «Линия Зигфрида» (нем. Siegfriedstellung) — система немецких долговременных укреплений, возведённых в 1936—1940 гг. на западе Германии, в приграничной полосе от Клеве до Базеля — немецкая линия обороны на суше. Протяженность около 630 км, средняя глубина 35—100 км. Состояла из полос обеспечения, главной и тыловой, имела около 16 тыс. фортификационных сооружений. 
При проектировании также планировалось создание сплошной зоны ПВО, состоящей из 60 зенитных батарей.
Гитлер планировал этот оборонительный комплекс, имевший как военное, так и пропагандистское значение, с 1936 года, а стройка шла в период с 1936 по 1940 год. Незадолго до этого, во время ремилитаризации Рейнской области 7 марта 1936 года, он приказал войскам Вермахта занять по обе стороны Рейна территории, которые были демилитаризованы по итогам Первой мировой войны, чем нарушил требования Версальского договора.

## Происхождение термина "Западный вал"
Термин "Западный вал" был распространен в конце 1938 года, причем национал-социалистическая пропаганда изначально его практически не использовала. Вероятно, он возник в кругу рабочих, участвовавших в строительстве. Во второй половине 1938 года все еще использовались такие термины, как "Линия Тодта" (по-видимому, наиболее распространенный термин, см. ниже), "Защитный вал" или "Программа Лимес", в то время как военные круги стремились популяризировать такие названия, как "Линия Фюрера" или "Линия Гитлера".
В октябре и декабре 1938 года все еще шли разговоры о "Линии Тодта", которая "была названа в честь своего создателя".
В свою очередь термин "Западный вал" впервые появился в прессе не позднее 28 октября 1938 года, когда газета Neue Wiener Tagblatt под заголовком "Мужчины с Западного вала в отпуске" сообщила о рабочем, который собирал чемодан в обратный путь и сказал, что его сын "очень гордится тем, что его отец работает на Западном вале". Термин "Западный вал" также упоминался 19 ноября 1938 года в статье ежедневной газеты NSZ-Rheinfront, которая была посвящена рабочим Западного вала.
Гитлер впервые публично использовал этот термин во время осмотра западных укреплений с 14 по 19 мая 1939 года и издал приказ для солдат и рабочих Западного вала 19 мая 1939 года. До этого официальными лицами использовался термин "Программа Лимес". Это название было выбрано, как напоминание об укрепительном рубеже времен Римской империи.

## Период строительства с 1936 по 1940 год

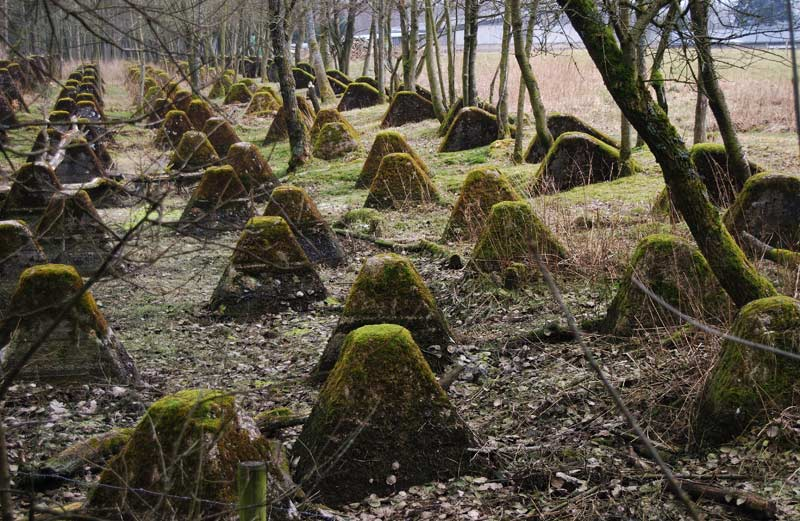
Бронетанковые заграждения Западного вала под Холлератом/Эйфелем (2008)

Строительство Западного вала было крайне неоднородным и сильно зависело от политического руководства. Сегодняшний взгляд на эту тему в значительной степени определяется стандартными работами Гросса (Groß, 1982) и Беттингера и Бюрена (Bettinger & Büren, 1990). Гросс одним из первых научно проанализировал эту тему и описал развитие Северной Рейн-Вестфалии; Беттингер и Бюрен опубликовали выводы по всей территории Западного вала десятью годами позже.

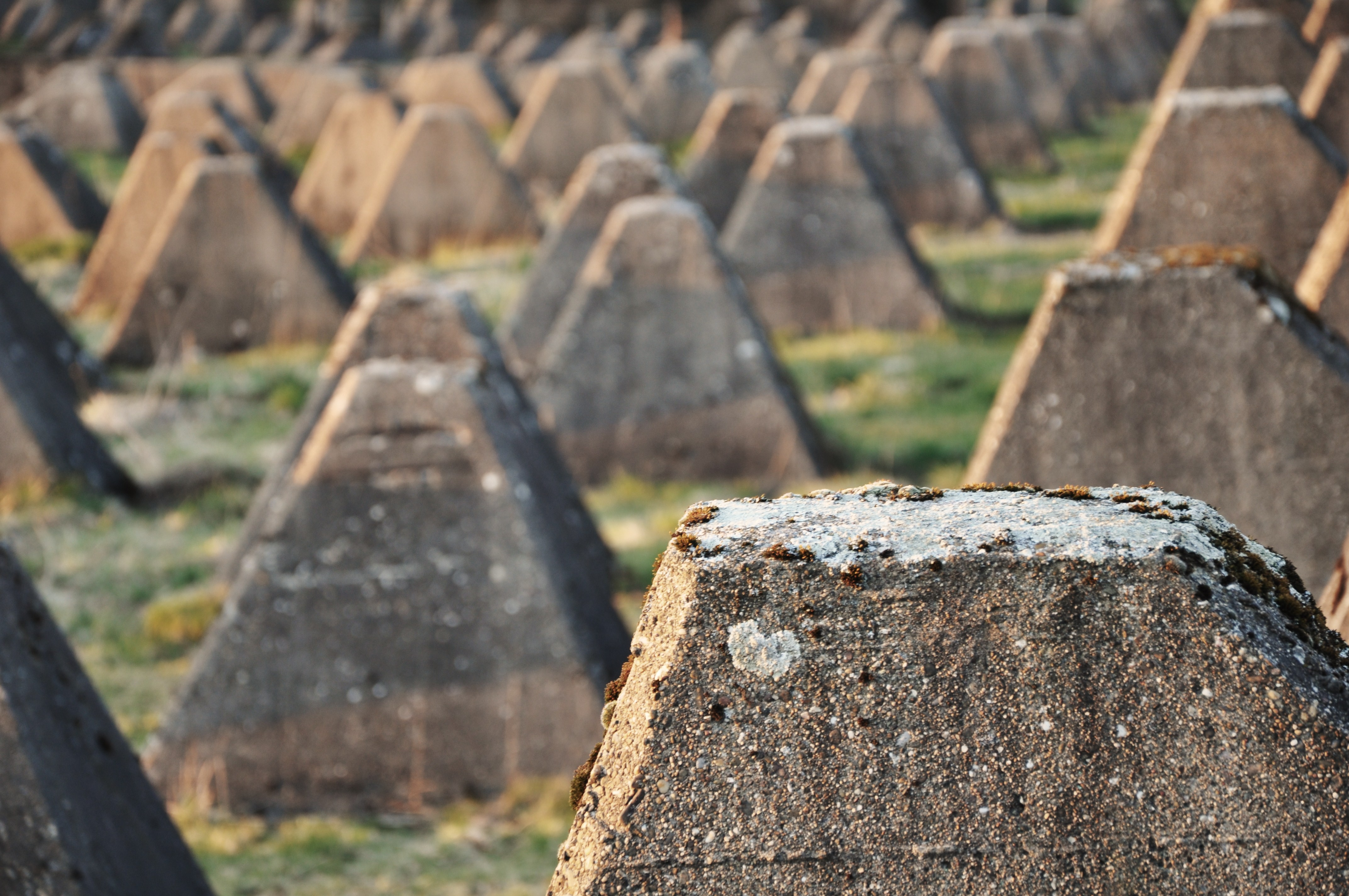
Бронетанковые заграждения возле Вальхайма (2011)

Гросс выделает следующие стадии строительства:
- Программа "Пограничник" (программа "Пионер") для передовых позиций с 1938 года.
- Программа "Лимес", также с 1938 года.
- Программа "Ахен-Саар" с 1939 года.
- программа "Гельдерн" для позиции "Брюгген-Клеве" с 1939 и 1940 годов.
- Зона ПВО (LVZ) Запад 1938 (см. также Командование зоны ПВО "Запад").

Беттингер и Бюрен рассматривают эти события в более широком контексте:
- 1936: После повторной оккупации Рейнской области бункеры строились в основном спорадически и разрозненно:
  - Между Мозелем и Рейном на важных дорогах, мостах через Саар или в качестве подготовки к строительству более поздних укреплений.
  - На Верхнем Рейне самые важные переправы были оборудованы бункерами, как плацдармы.
  - Кроме того, переходы из Верхнего Рейнского грабена в долины Шварцвальда были оборудованы небольшими базами, включая бункеры. Единственная крупная позиция с бункерами была построена к югу от Карлсруэ–Эттлингер Ригель.
- 1937: Планы фортификационных систем укреплений между Мозелем и Рейном, а также укреплений на Верхнем Рейне, включая Иштайнер Клотц, предусматривали реализацию трех фортификационных концепций. Линии укреплений при строительстве форта должны были, среди прочего, закрыть исторические ворота вторжения через долину Рейна к западу от Карлсруэ (так называемая Вайсенбургская впадина недалеко от Бад-Бергцаберна; там планировалось строительство двух укреплений класса А) и через долину Мозеля недалеко от Трира. Их строительство заняло несколько лет. Между ними были проложены линии укреплений для расширения огневых позиций. Расположенные выше по течению линии укреплений при строительстве заграждений вдоль Саара и вблизи границы в Пфальце предназначались только для временной защиты позиций, которые должны были быть построены за ними, и которые были намеренно размещены немного дальше от границы.
- 1938: Четвертая фортификационная система, укрепления Нидеррайн и Эйфель, должна была продлить цепь укреплений до северной границы Бельгии с Голландией (пограничный треугольник Ваальс близ Ахена). Грос (Groß, 1982) назвал этот этап развития программой "Пионер" 1938 года.

С мая 1938 г. первоначальные планы, которые предусматривали только строительство укреплений для расширения позиций по программе "Лимес", были радикально изменены. Были упрощены или стандартизированы типы бункеров, называемые "Regelbau", чтобы Организация Тодта могла быстрее их построить.
Причиной изменений и необходимости ускорения строительства стала частичная мобилизация Чехословакии в ответ на агрессивную внешнюю политику Германии и риск того, что Франция вмешается в военный конфликт с Чехословакией. Однако после вторжения 15/16 марта 1939 года этого не произошло.
В то же время Люфтваффе построили LVZ-West за Западным валом между Мозелем и Рейном, цепь позиций противовоздушной обороны с собственными бункерами.

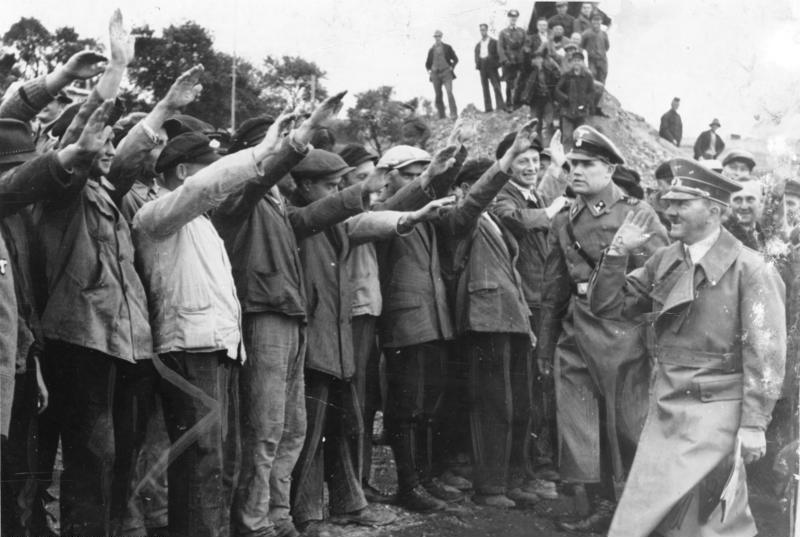
Рабочие Западного вала приветствуют Адольфа Гитлера во время его визита в октябре 1938 года

Начиная с октября 1938 года Гитлер объявил, что необходимо улучшать оборону Ахена и Саарбрюккена, и потребовал, чтобы укрепленные линии, расположенные выше по течению от этих городов, были приведены в надлежащее положение при строительстве заграждений. Этот шаг стал известен под названием программы Ахен-Саар; его часто путают с введением новых стандартных сооружений в феврале 1939 года, которые специально использовались на этих позициях.
- 1939: Строительство бункеров по программе Limes было еще далеко от завершения, однако к строящимся позициям были добавлены новые контрольно-пропускные пункты. Кроме того, линия LVZ-West была продлена на север до Мёнхенгладбаха и на юг до Боденского озера. После начала войны были даже созданы новые позиции
  - Гельдернштеллунг, с предусматренным расширением на север до Рейна.
  - Оршольцригель между Западным валом у Меттлаха и Люксембургом.
  - Позиция у Спишерана на высотах к югу от Саарбрюккена, частично на французской территории.
- 1940: Расширение замедлилось и было прекращено после Французской кампании (май/июнь 1940 года).
- 1944: Вновь возникшая угроза со стороны приближающихся войск Союзников на западной границе Германии привела к возобновлению работ на технически устаревших укреплениях. Однако, ввиду ограниченных ресурсов, строительство современных бункеров проводилось в крайне скромных масштабах. Осенью-зимой 1944/1945 года была построена линия Маас-Рур - полевая траншейная позиция, созданная для укрепления Западного вала между реками Маас у Венло и Рур у Вассенберга (она была захвачена без боя в феврале 1945 г.).

## Влияние процесса возведения линии Зигфрида
С этого момента все перечисленные программы стали приоритетными, и для их реализации были задействованы все имеющиеся ресурсы. Поскольку уже тогда ощущалась нехватка сырья и требовалось огромное количество строителей на "Линии Зигфрида", государственное и в том числе частное строительство практически полностью остановилось, несмотря на то, что в то время существовала большая потребность в жилье. В то время в Германии не хватало около 1,5 миллиона домов.
Расширение фронта укреплений Одра-Варта-Боген (так называемый "Восточный вал") было прекращено в пользу Западного. Оборудование и вооружение были переведены с линии Одра-Варта-Боген на линию Зигфрида.
Строительство повлияло и на сельское хозяйство Рейха. В период с 1937 по 1939 год более 30 000 фермеров и их семей были вынуждены покинуть свои хозяйства общей площадью 5 600 гектаров для строительства "Линии Зигфрида", что, наряду с другими строительными мероприятиями Вермахта, привело к значительному сокращению сельскохозяйственных угодий.

## Стоимость
Строительство Западного вала обошлось Германии в 3,5 миллиарда рейхсмарок (для сравнения: в 1933 году все гражданские расходы Германского рейха составили 6,2 миллиардов рейхсмарок). Финансирование строительства и сопутствующих затрат (например, перевооружение Вермахта) могло осуществляться только за счет государственных займов и векселей МЕФО. Иностранной валюты не хватало, и в 1938 году Германия оказалась на грани банкротства. Значительный рост инфляции был вызван, в частности, строительством линии Зигфрида. Многочасовой труд, большие премии и постоянный спрос на рабочую силу значительно нарушили общенациональный уровень заработной платы. Например, сельскохозяйственные рабочие, занятые на строительстве линии Зигфрида, могли получать в час в три раза больше, чем на прежней работе. Имперское министерство экономики критиковало расточительную переплату в размере нескольких сотен миллионов рейхсмарок.

## Виды оборонительных строений

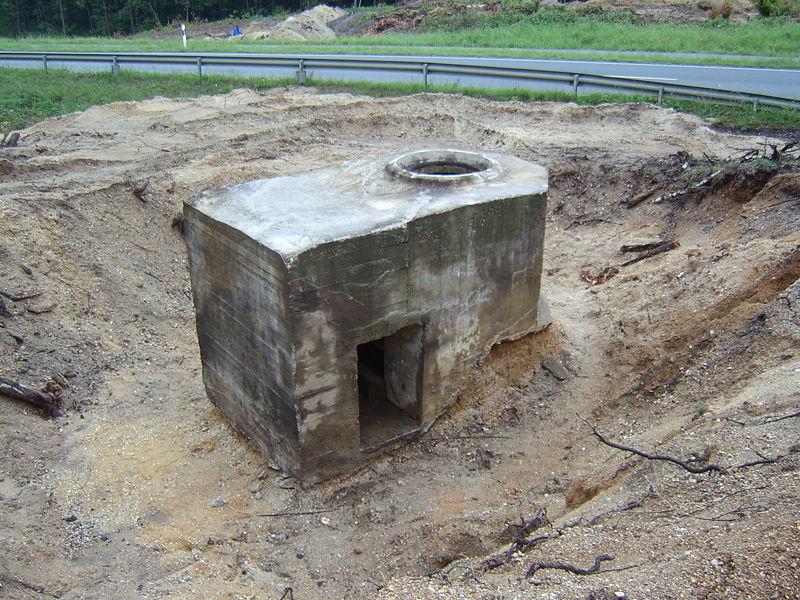
Открытый "Regelbau 58-c" возле Элмпта

### Программа "Пограничник" ("Пионер")
Небольшие доты с тремя фронтальными амбразурами строились в основном для программы "Пионер". Они имели стены толщиной всего 30 см и не были защищены от проникновения отравляющих газов. Расположенные в них солдаты не имели собственных кроватей, и были вынуждены довольствоваться гамаками. Такие же небольшие сооружения с маленькими броневыми куполами были установлены на открытой местности. Все эти сооружения считались устаревшими еще на этапе их строительства и в лучшем случае обеспечивали защиту от попадания осколков снаряда. Программа осуществлялась силами пограничных застав (Grenzwacht), небольшими подразделениями, которые начали свою деятельность здесь сразу после ремилитаризации Рейнской области. Сооружения были возведены недалеко от границы. Один из бункеров этой серии, был превращен в Музей Западного вала

### Программа "Лимес"

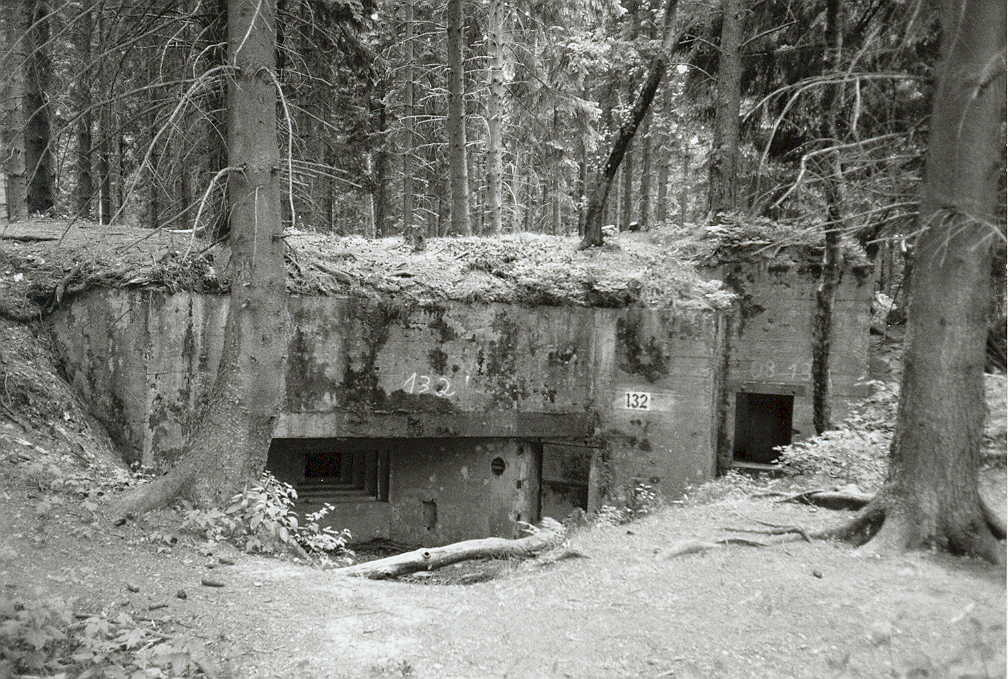
Стандартный бункер "Regelbau 10" программы "Лимес", вид сзади

28 мая 1938 года Адольф Гитлер отдал приказ о реализации программы "Лимес": западная граница Германии должна была быть укреплена от границы со Швейцарией до Брюггена (около Венло) путем возведения 11 800 бункеров. Строительство должно было быть завершено к 1 октября 1938 года; эта дата совпадала с запланированным Гитлером военным вторжением в Чехословакию (которое было сначала отсрочено Мюнхенским соглашением и присоединением Судет, а потом отменено почти бескровной аннексий остальных территорий).
Бункеры, построенные в 1938 году, были более прочными, чем те, что были построены ранее в рамках программы "Пионер". Толщина потолка и стен составляла 1,5 метра. Например, на всей линии Зигфрида был построен 3471 бункер "Regelbau 10". Это сооружение имело комнату отдыха и укрытия для десяти-двенадцати человек с входом и амбразурой, выходящей на задний двор, а также боевую комнату на 0,5 м выше, с фланговой и фронтальной амбразурой для пулемета с отдельным входом. Другие амбразуры были предусмотрены для карабинов; все сооружение было спроектировано с учетом опыта Первой мировой войны для защиты от отравляющих газов. Бункер можно было отапливать газобезопасной печью, а дымоход, ведущий наружу, закрывался массивной решеткой. Каждому солдату было выделено спальное место и табурет, а командиру - стул. Свободного пространства было очень мало: на каждого солдата приходилось около 1 квадратного метра площади внутри бункера, поэтому жилые помещения были очень тесными. Внутри бункеров такого типа, сохранившихся до наших дней, до сих пор можно увидеть надписи, которые использовались для подготовки выдвигающихся команд к выполнению задания: "Внимание, враг подслушивает!" или "Включать свет только при закрытой амбразуре!"

### Программа "Ахен-Саар"

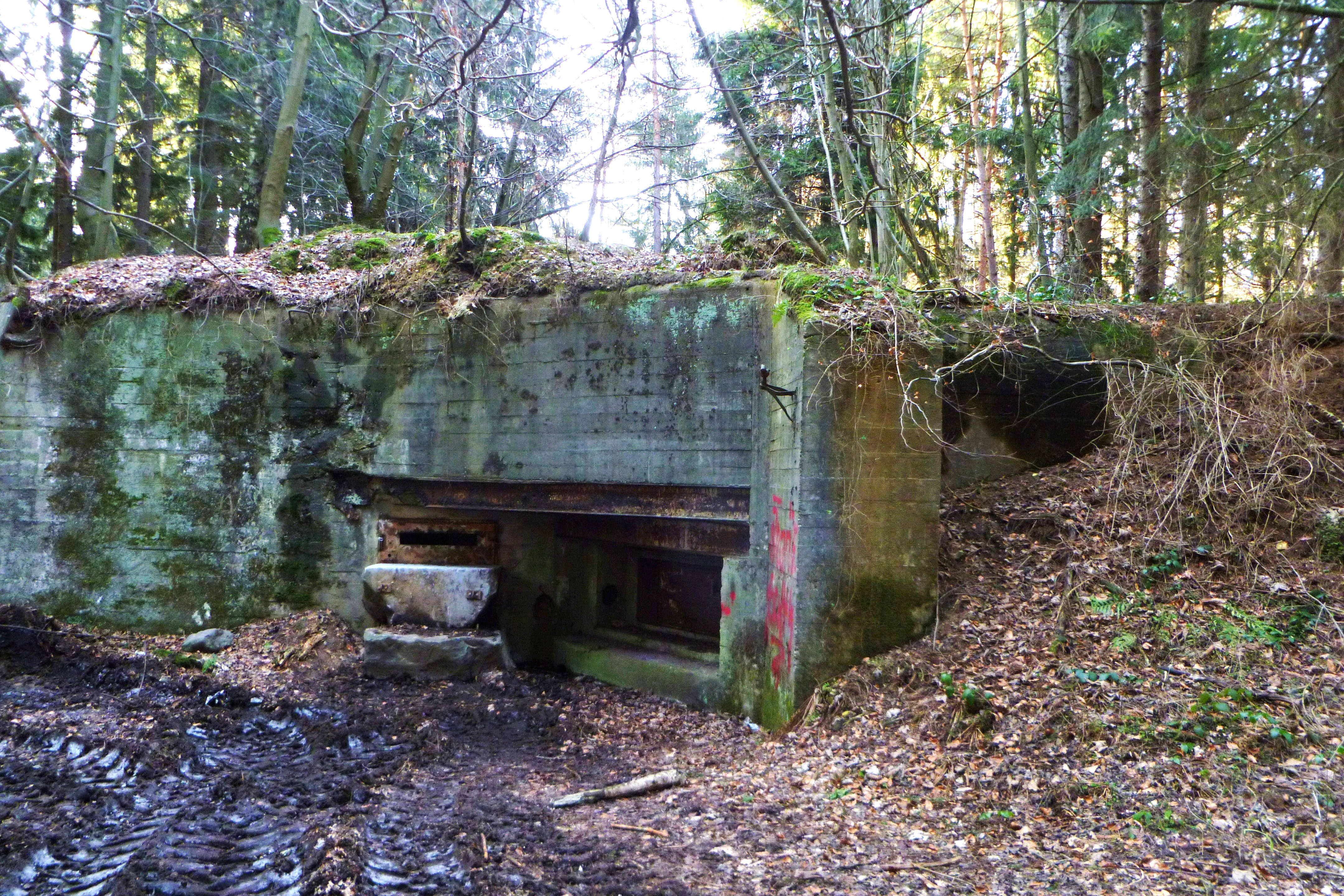
Военный бункер Regelbautyp SK/6a № 153 возле Энтенпфуля в Ахене

Столь же типичными сооружениями были двойные MG-казематы 107 и "Regelbau 106a" (MG-каземат с коллективным укрытием) программы "Аахен-Саар" с толщиной бетона от 2 до 3,5 м. Тем не менее, фронтовые амбразуры в таких бункерах обычно не устанавливались, а располагались сбоку. Фронтальные амбразуры устанавливались только в исключительных случаях, с использованием сплошной броневой защиты. Модифицированная модель бункера учитывала опыт, полученный при строительстве предыдущих Regelbau. Площадь на одного солдата была увеличена с 1 м² до 1,3-1,4 м². Недостаток места для продовольствия и боеприпасов в бункерах программ "Пионер" и "Лимес" был устранен путем создания специализированных помещений. В программу, решение о которой было принято 9 октября 1938 года и которая стартовала в начале 1939 года, были включены города Ахен и Саарбрюккен ввиду их экономической важности. Первоначально они были расположены к западу от линии обороны программы "Лимес". В рамках этой программы была расширена позиция на набережной Саара, а главная боевая линия (Hauptkampflinie) была перенесена с позиции у города Хильгенбах в Саар. Таким образом, на участке от Беккингена до Саарбрюккена позиция у Хильгенбаха стала второй линией обороны, до этого являясь главной.

### Западная зона противовоздушной обороны
В 1938 году Люфтваффе начали планировать зону, получившую название "Luftschutzzone West". Она включала в себя 60 легких и тяжелых зенитных батарей и простиралась от Юлиха до Шпайера. Основное внимание должно было быть уделено району Мозель-Рейн. Первые строительные работы начались в вышеупомянутом районе. 12 ноября 1938 года был издан указ о расширении зенитной зоны, которая теперь называлась "Luftverteidigungszone West". Указом было установлено 1 марта 1939 года как дата начала строительства расширенной зоны.

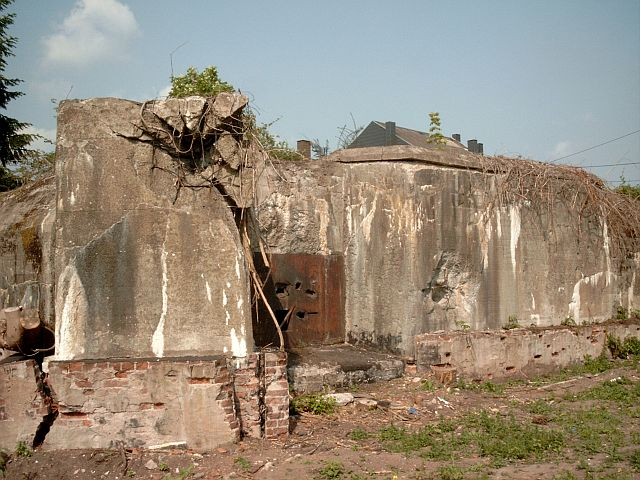
Типовая конструкция 107b в Диллингене (Саар)

Западная зона противовоздушной обороны (LVZ-West) проходила параллельно уже описанным линиям на востоке. Расстояние между LVZ-West и основной линией боевых действий составляло около 40 километров. LVZ-West состояла в основном из укрепленных зенитных позиций. Используемые типовые укрепления были очень похожи на сооружения программы Limes, которая началась в то же время, и продолжала строиться, даже когда армия перешла на более современные типовые сооружения с 1939 года. Для обороны на близком расстоянии эти позиции имели собственные пулеметные доты или бункеры для размещения личного состава или противотанкового орудия. Только между Мозелем и Рейном перед зенитными огневыми точками находились отдельные позиции для обороны.

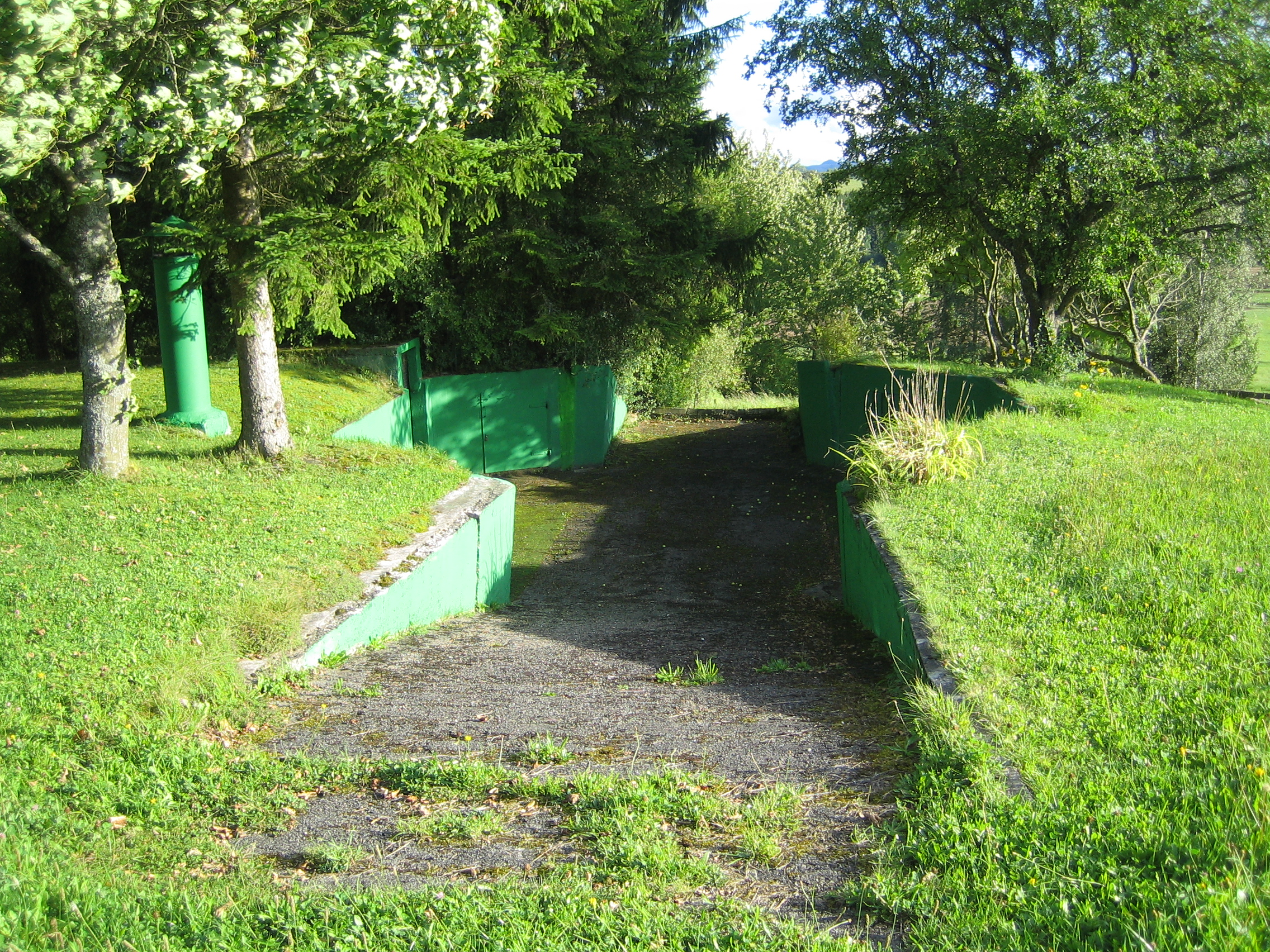
Орудийная позиция LVZ-West в Фекенхаузене близ Роттвайля, аналогичная типу «Гинник» (восьмиугольная с пятью нишами для боеприпасов), но с пристроенным укрытием

Западная зона противовоздушной обороны не могла быть полностью реализована. Невозможно было оснастить зенитными орудиями всю зону длиной более 600 километров. К 1 марта 1940 года в зоне расширения LVZ-West от Дюрена до Базеля было построено 1544 комплекса. После успешной французской кампании LVZ-West была также включена в программу разоружения укреплений Западного вала. В начале Западной кампании Гитлер распорядился, чтобы бывшая позиция LVZ в Мюнштейфель-Родерте, которую ранее переоборудовали члены Организации Тодта, стала штаб-квартирой фюрера под названием Фельзеннест, предварительно отвергнув Адлерхорст как слишком "феодальный".

### Позиция "Гельдерн"
Позиция "Гельдерн", продлившая линию Зигфрида до Клеве на Нижнем Рейне, была построена уже после начала Второй мировой войны. Позиция названа в честь нижнерейнского города Гельдерн. Первоначально линия Зигфрида заканчивалась на севере у Брюггена в районе Вирсена. Здесь находились преимущественно невооруженные укрепления, выполненные из монолитного бетона. Эти типовые сооружения типа 102V часто возводились вблизи фермерских хозяйств для лучшей маскировки. Двойные MG-казематы стандартной конструкции типа 107, которые также возводились здесь, были полностью демонтированы.

### Противотанковые заграждения

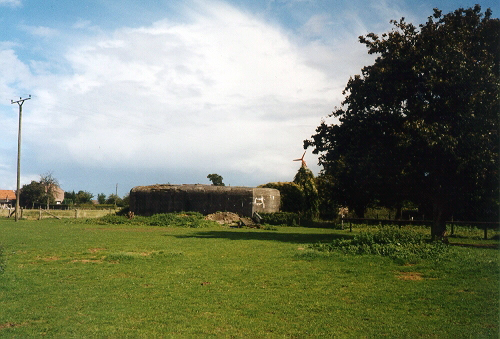
Бункер, Гельдерн под Клеве

По всей протяженности линии Зигфрида были возведены противотанковые заграждения. Различают различные типы этих заграждений, включая зубы дракона, металлические надолбы, противотанковые стены и другие. Зубы дракона были названы так из-за своей формы. Как правило их располагают в несколько рядов. В данном случае, их можно выделить два вида: 1938 года с четырьмя зубцами и 1939 года с пятью зубцами. Однако было построено и множество нерегулярных заграждений. 36-тонные препятствия, изготовленные из стальных балок, поднимались по кривой в направлении движения вражеских танков. Противотанковые стены представляли собой наклонную стену и вертикальную железобетонную конструкцию высотой три метра. Если рельеф местности позволял, рылись траншеи, которые заполнялись водой. Такие траншеи можно найти, например, к северу от Аахена в районе Гайленкирхена.

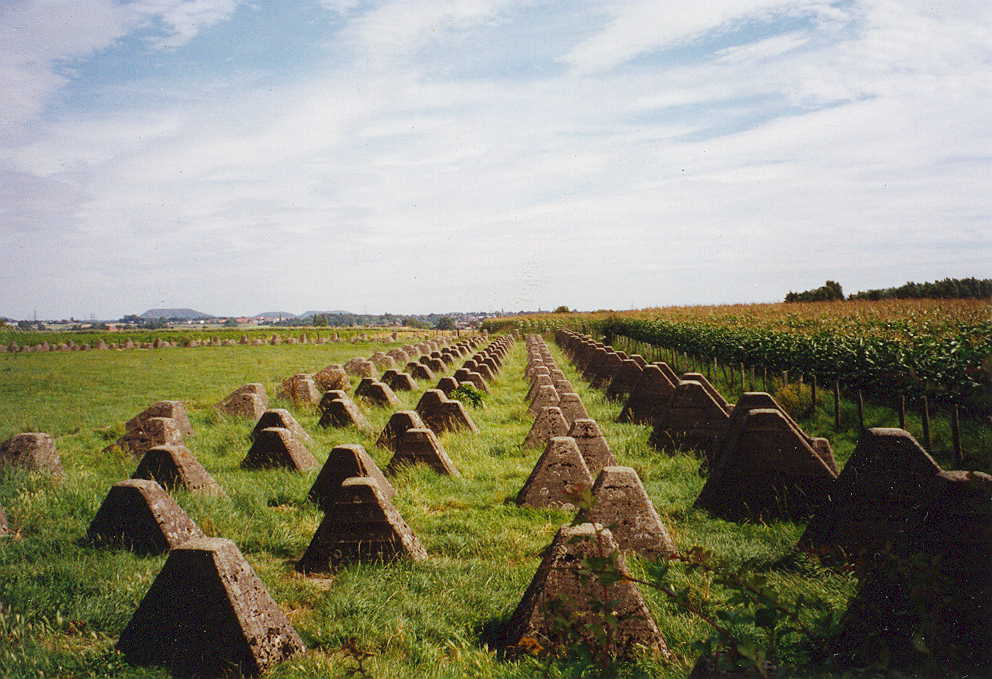
Пятирядное противотанковое заграждение программы Аахен-Саар, вид 1939 года

Под Гайленкирхеном также сохранились остатки противотанкового заграждения, сделанного из остатков чехословацких пограничных заграждений. Две сплошные железобетонные шпалы высотой около метра были увенчаны двумя U-образными профилями, установленными друг против друга. Пространство между двумя двухметровыми стальными балками было заполнено бетоном.
После войны стальные балки были удалены с помощью резака и отправлены на металлолом. Однако, шпалы остались на месте.

## Западный вал в начале войны

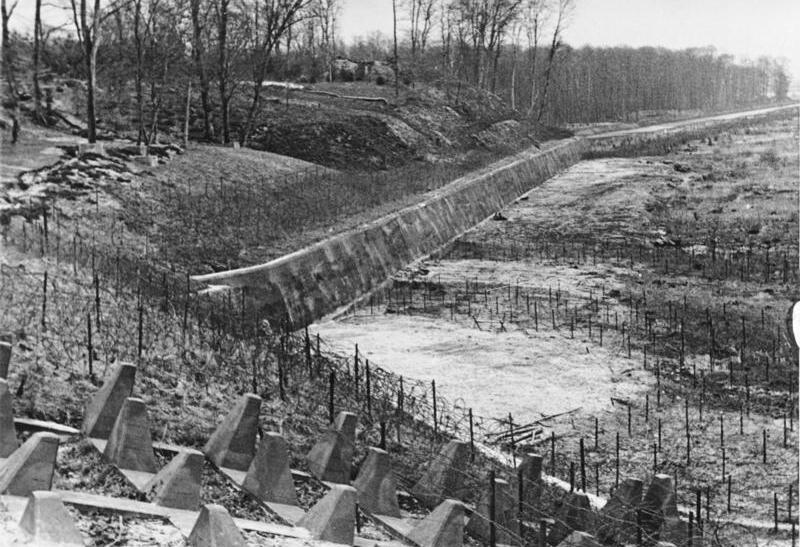
Участок Западного вала, оснащённый рядами колючей проволоки, противотанковым эскарпом и противотанковыми надолбами. Апрель, 1940 г.

3 сентября 1939 года Великобритания и Франция объявили войну Германии. Однако вплоть до 10 мая 1940 года каких-либо существенных военных действий на Западном фронте не велось, вследствие чего это время получило название «Странной войны». Оба противника оставались под защитой  своих укреплений, а настоящие бои развернулись севернее и западнее.
После завершения кампании во Франции (май—июнь 1940) оборудование с сооружений Западного вала было снято и использовано в других местах. Бетонные укрепления, противотанковые и противопехотные линии достаточно быстро заросли и перестали выполнять возложенную на них задачу. Строения и подземные сооружения стали использоваться как складские помещения и в сельскохозяйственных целях. Другое оборудование, например, кровати из казарм и бункеров были переданы недавно созданным гражданским бомбоубежищам; эти кровати населением из-за их происхождения часто назывались «кроватями западной стены».

## Западный вал в 1944 году
После высадки англо-американских войск в Нормандии на Западе вновь начались боевые действия. 24 августа 1944 года Адольф Гитлер потребовал провести укрепление Западной стены. На эту работу было брошено 20 тысяч человек из Имперской трудовой службы и подневольных рабочих, к ней привлекались также и местные жители. Помимо восстановления старой линии укреплений был также возведён и ряд новых оборонительных сооружений, представлявших собою прежде всего лёгкие и временные укрепления. Проведению работ препятствовала авиация противника, обладавшая в то время ощутимым господством в воздухе.
В течение сентября 1944 — марта 1945 немецкие укрепления были преодолены войсками западных союзников по антигитлеровской коалиции.

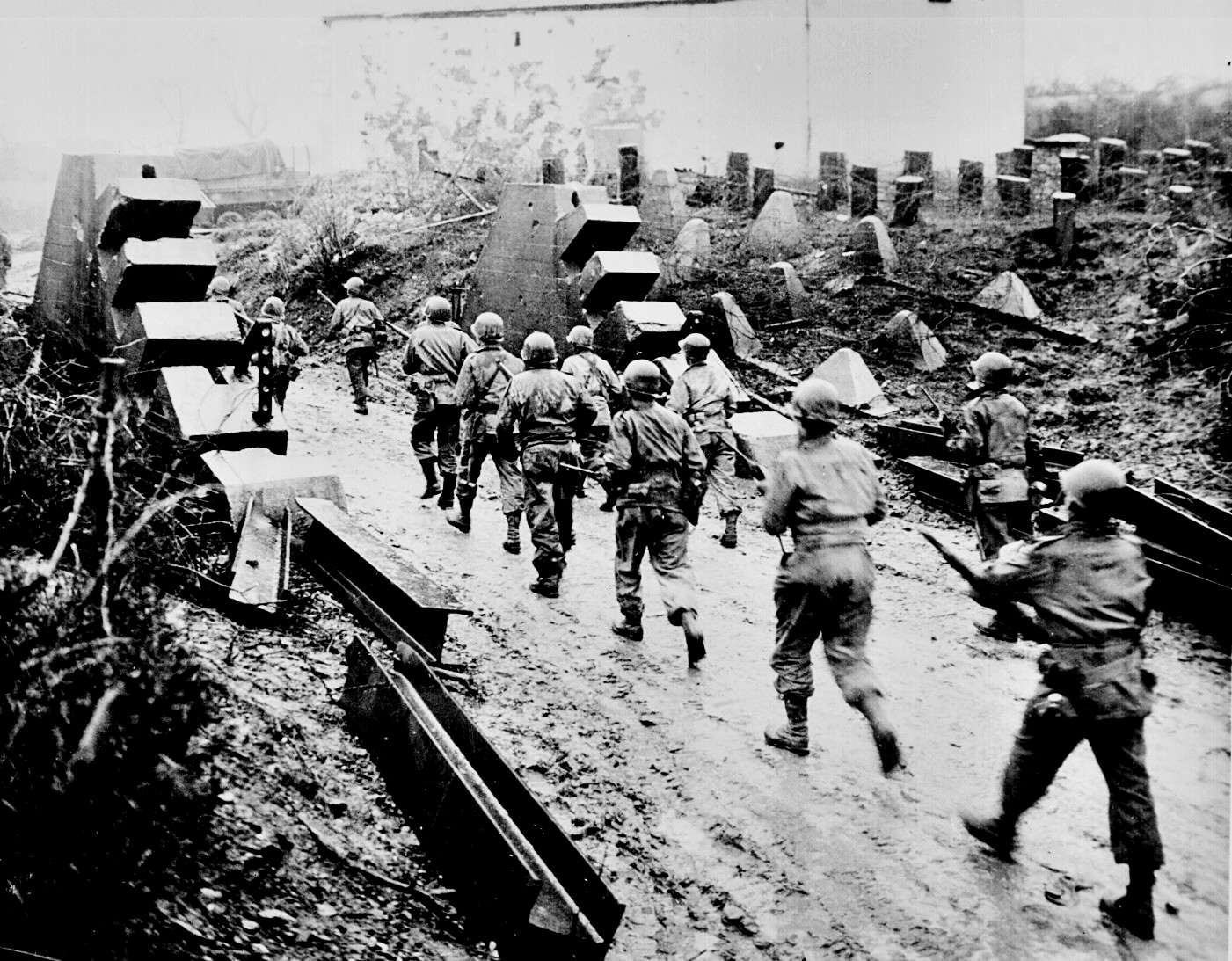
Американские солдаты пересекают линию Зигфрида и двигаются в Германию.
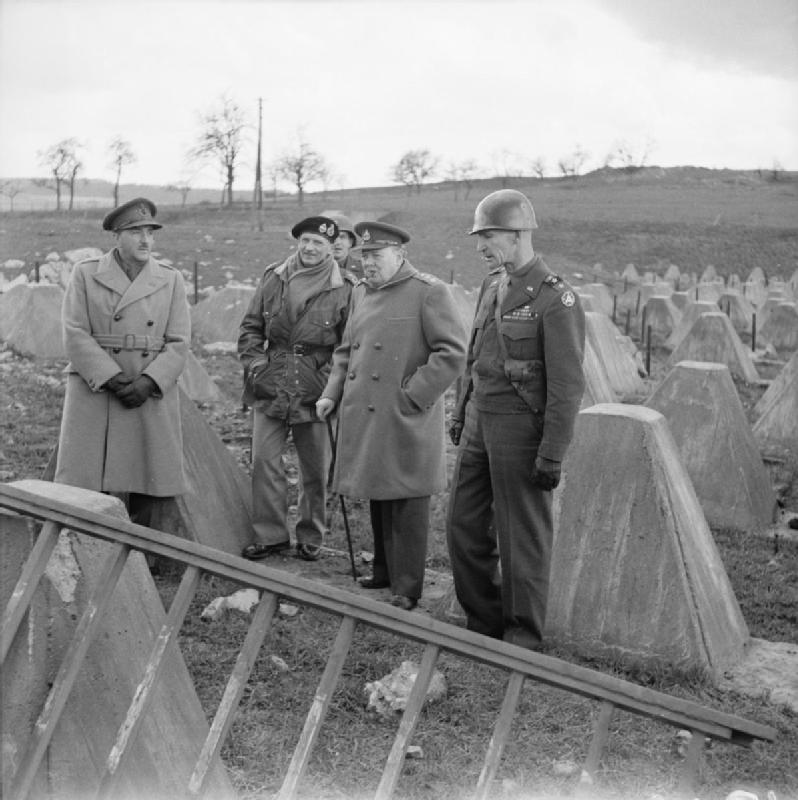
Экскурсия премьер-министра Великобритании Уинстона Черчилля по «линии Зигфрида» под Аахеном 4 марта 1945 года.

## Современное состояние
После войны наземные сооружения были почти полностью разрушены, подземные сооружения и коммуникации частично используются войсками НАТО.

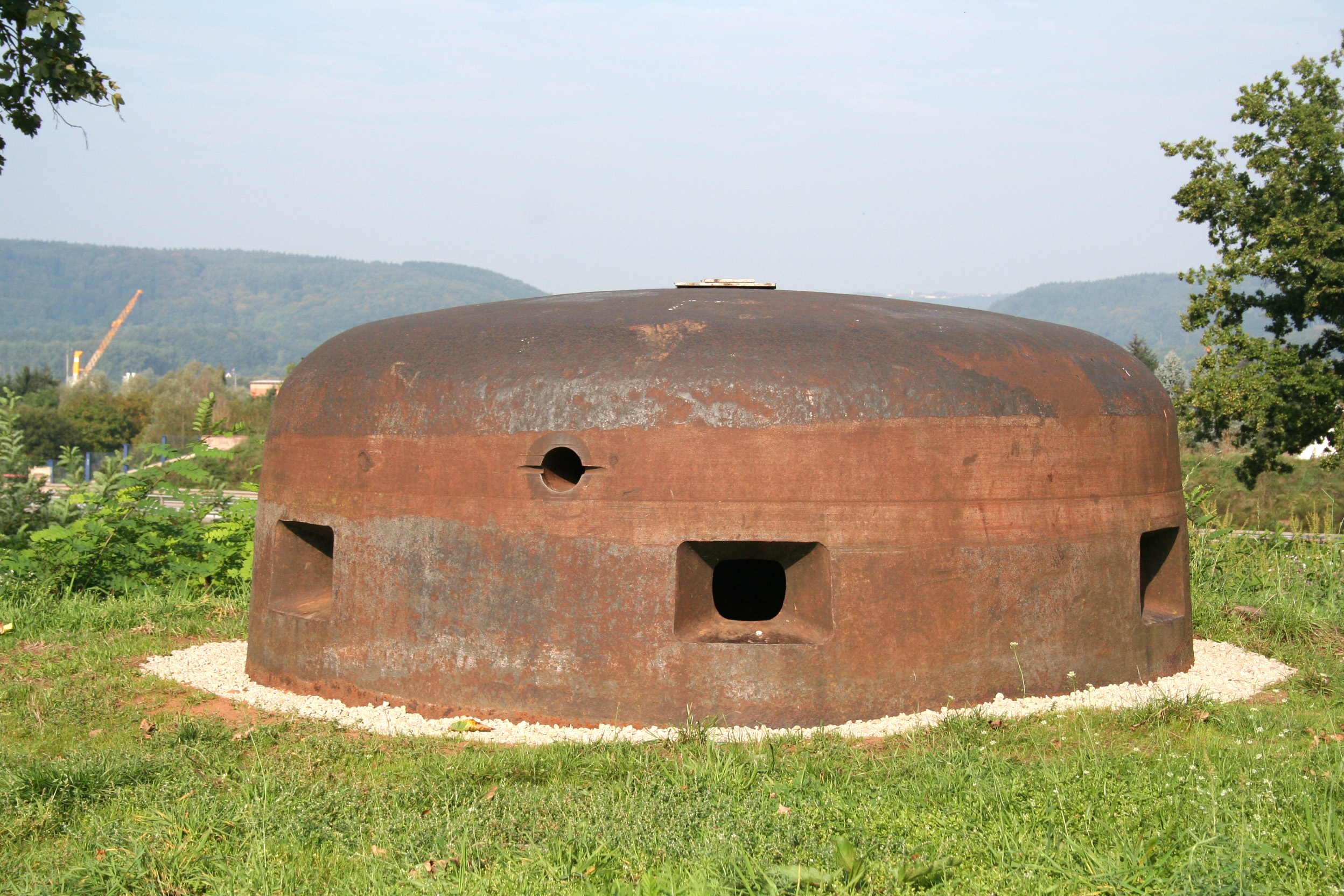
Стальной ДОТ-купол
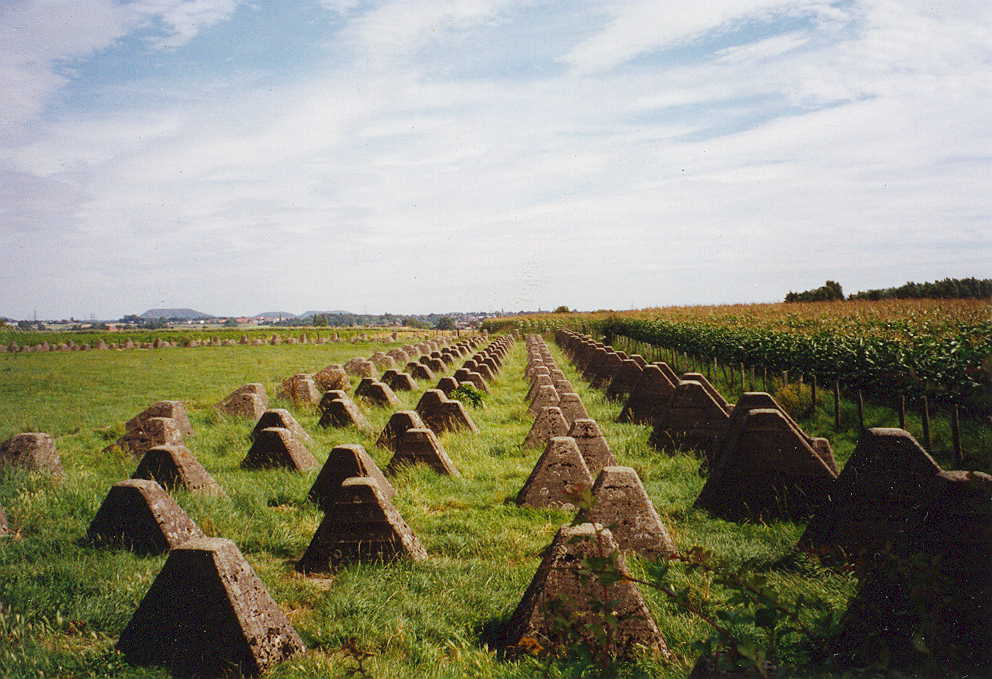
Современное состояние участка Западного вала, оснащённого противотанковыми надолбами
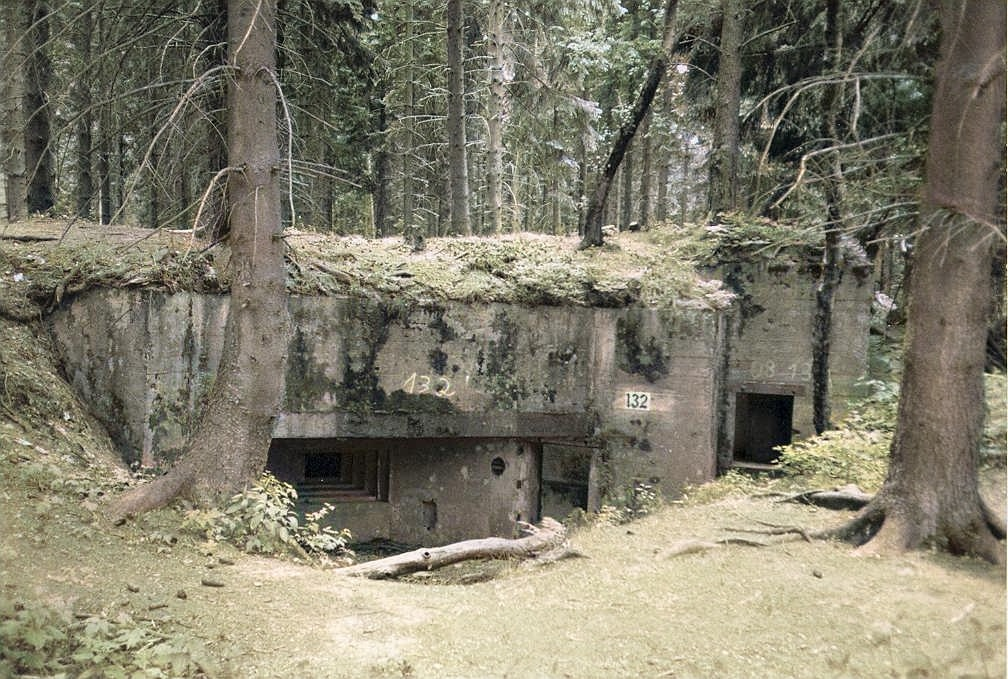
Один из бункеров